# Færøernes Super Cup
Færøernes Super Cup (færøsk: Stórsteypadystur) er en kamp mellem vinderne af øernes fodboldliga og pokalvinderne fra forrige sæson.

## Historie
Super Cup-en blev introduceret i 2007 som Lions Cup (opkaldt efter den velgørende organisation Lions Club) og er nu en årlig tilbagevende begivenhed. Hele overskuddet fra kampen bliver doneret til velgørende formål.

## Vindere
| Hold         | Titler | Seneste titel |
| ------------ | ------ | ------------- |
| EB/Streymur  | 3      | 2013          |
| Víkingur     | 2      | 2015          |
| HB Tórshavn  | 2      | 2010          |
| NSÍ Runavík  | 1      | 2008          |
| B36 Tórshavn | 1      | 2007          |